# 九龍巴士213E線
九龍巴士213E線是香港一條新界巴士路線，由九龍巴士（一九三三）有限公司營辦，於2025年8月18日起投入服務，來往安達臣及九龍站，途經寶達邨後，取道觀塘繞道、啟德隧道及東九龍走廊往返尖沙咀，只於星期一至五（公眾假期除外）繁忙時間分別提供去程及回程服務，全程收費為港幣$8.3。

## 歷史
運輸署在《2022－2023年度巴士路線計劃》中，建議開辦一條新巴士服務，安達臣道石礦場用地及九龍站，途經安禧街、寶達邨、將軍澳道、觀塘繞道、啟德隧道、東九龍走廊、漆咸道南及廣東道，於星期一至五（公眾假期除外）繁忙時間分別提供去程及回程服務，以配合該石礦場發展計劃的地區發展及預計的新增乘客需求，並以招標的形式遴選營辦商。
新路線原預計2023年投入服務，惟運輸署於2024年8月才把此路線的專營權批予九巴，編號為「213E」，並於2025年8月18日起投入服務，惟開辦初期不經安禧街，並只提供來回程各一班車。

## 服務時間及班次
213E線每個方向於星期一至五繁忙時間在固定時間開出一班常規班次，於星期六、日及公眾假期不設服務，列表如下：
| 安達臣開 | 九龍站開 |
| -------- | -------- |
| 08:00    | 18:00    |

## 收費
213E線全程收費為$8.3，並設有12歲以下小童及65歲或以上長者半價優惠，當中60歲－64歲香港居民、65歲或以上長者與合資格殘疾人士如以指定八達通繳付此線的車資，均可享有長者及合資格殘疾人士公共交通票價優惠計劃提供的$2票價優惠。乘客登車時需以現金或八達通卡繳付車資，不設找贖；而每位成人乘客可免費帶同最多兩名四歲以下而且不佔座位的兒童乘車。此外，乘客亦可透過多元化電子支付系統（e度嘟）繳付車資，乘客使用此付款方式不能享有與非九巴／龍運路線之轉乘優惠，亦不能享有「公共交通費用補貼計劃」及「長者及合資格殘疾人士乘車優惠計劃」
213E線沿途單向分段收費如下：
| 上車地點＼落車地點   | 九龍站 | 安達臣 |
| -------------------- | ------ | ------ |
| 啟隧轉車站－啟福道起 | $7.8   | $7.4   |
| 香港理工大學起       | $7.4   | 不適用 |
| 九龍公園徑起         | $5.6   |        |
| 寶達邨轉車站起       | 不適用 | $3.3   |

## 行車路線
213E線由安達臣開出之班次途經安愉道、寶琳路、秀茂坪道、連德道、將軍澳道、觀塘繞道、啟福道、啟德隧道、東九龍走廊、漆咸道北、漆咸道南、梳士巴利道、九龍公園徑、廣東道、柯士甸道西、雅翔道、迴旋處、雅翔道及車站環迴路北前往九龍站；由九龍站開出之班次途經車站環迴路、雅翔道、柯士甸道西、廣東道、梳士巴利道、漆咸道南、暢運道、康泰徑、康莊道、漆咸道北、東九龍走廊、啟德隧道、啟福道、觀塘繞道、將軍澳道、秀茂坪道、寶琳路及安愉道前往安達臣，具體停站請參考資訊框。